# Ліліана Сіладьї
Ліліана Сіладьї (угор. Liliána Szilágyi, 19 листопада 1996) — угорська плавчиня.
Учасниця Олімпійських Ігор 2012, 2016 років.
Призерка Чемпіонату Європи з водних видів спорту 2016 року.
Призерка Чемпіонату світу з плавання серед юніорів 2013 року.